# 鲁日里
鲁日里（法語：Rougeries，法語發音：[ʁuʒʁi]）是法国上法蘭西大區埃纳省的一个市镇，属于韦尔万区。

## 地理
鲁日里（49°48'12"N, 3°47'12"E）面积4.13 平方千米，位于法国上法蘭西大區埃纳省，该省份为法国北部内陆省份，北起北部省，西接索姆省和瓦兹省，东临阿登省和马恩省，西南至塞纳-马恩省，东北部与比利时接壤。
与鲁日里接壤的市镇（或旧市镇、城区）包括：弗朗克维尔、马尔方丹、圣戈贝尔、沃阿里。
鲁日里的时区为UTC+01:00、UTC+02:00（夏令时）。

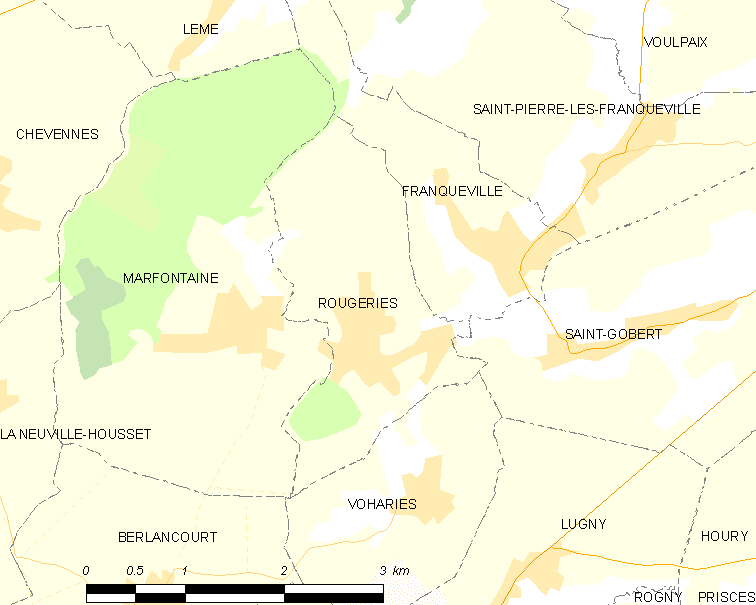
鲁日里的OSM定位图

## 行政
鲁日里的邮政编码为02140，INSEE市镇编码为02657。

## 政治
鲁日里所属的省级选区为马尔勒县。

## 人口

1962-2008年间鲁日里人口变化图示

鲁日里于2022年1月1日时的人口数量为202人。